# Ekvivalent plného pracovního úvazku
Ekvivalent plného pracovního úvazku, často zkracovaný FTE (z anglického označení full time equivalent), je ukazatel spotřeby lidské práce používaný v ekonomii. Počítá se jako počet odpracovaných hodin v nějaké oblasti či organizaci za určité období vydělený počtem hodin, které by za stejné období odpracoval jeden pracovník na plný pracovní úvazek. Například pokud se ve firmě za týden odpracuje 420 hodin a jeden pracovník na plný úvazek odpracuje za týden 40 hodin, tak lze říci, že firma má 420 / 40 = 10,5 FTE. Ekvivalent plného pracovního úvazku umožňuje porovnávat spotřebu lidské práce různých jednotek, které zaměstnávají lidi na částečné úvazky; z hlediska FTE je například stejné, když zkoumaná jednotka zaměstnává jednoho člověka na plný úvazek, jako kdyby zaměstnávala dva lidi na poloviční anebo jednoho na poloviční a dva lidi na čtvrtinový úvazek.